# Alberto Angelini
Alberto Angelini (Savona, 28 settembre 1974) è un allenatore di pallanuoto ed ex pallanuotista italiano, di ruolo attaccante, tecnico della Rari Nantes Savona.
Con le squadre di club ha conquistato otto scudetti: due con la Rari Nantes Savona, uno con l'Ina Assitalia Roma, e cinque con la Pro Recco. Insieme a Massimiliano Ferretti, Ferdinando Gandolfi e Andrea Mangiante è l'unico italiano ad aver vinto il campionato con tre club differenti. Inoltre ha vinto sette Coppe Italia, tre Coppe dei Campioni, due Coppe LEN e tre Supercoppe LEN.
Ha vinto una medaglia di bronzo ai Giochi olimpici di Atlanta 1996.

## Biografia
Nato a Savona, è il fratello di Cristiano, già pallanuotista di livello nazionale (vincitore dello scudetto nella stagione 1990-91 con la Rari Nantes Savona), avvocato del Foro di Savona. È sposato e ha un figlio.

## Carriera

### Giocatore

#### Club
Cresciuto nelle giovanili della Rari Nantes Savona, approda in prima squadra nel 1988 dove vince due scudetti nel 1991 e 1992 , tre Coppe Italia nel 1990, 1991 e 1993, raggiunge la finale di Coppa Campioni ed è tre volte finalista in Coppa Italia. 
Nel 1998 passa alla Roma Nuoto, con cui vince il terzo scudetto della sua carriera nel 1999, per poi trasferirsi alla Pro Recco. Qui conquista cinque campionati (nel 2002, 2006, 2007, 2008 e 2009), quattro Coppe Italia (nel 2006, 2007, 2008 e 2009), tre Euroleghe (nel 2003, 2007 e 2008) e tre Supercoppe LEN (nel 2003, 2007 e 2008), oltre a due secondi posti in Eurolega.
Nel 2009 fa ritorno al Savona con cui vince due Coppe LEN, nel 2011 e nel 2012, anno in cui conclude la sua carriera da pallanuotista. Con i liguri, oltre ad essere per due volte vicecampione d'Italia, ha disputato anche un'altra finale di Coppa LEN, due di Supercoppa LEN e due di Coppa Italia.

#### Nazionale
Con la nazionale maggiore ha disputato gare dal 1991 al 2008, collezionando 421 presenze con la calottina del settebello del quale è stato anche capitano. 
Ha partecipato a 4 edizioni olimpiche: Atlanta nel 1996, dove ha conquistato la medaglia di bronzo, Sydney nel 2000, Atene nel 2004 e Pechino nel 2008. Ha vinto altresì una medaglia d'argento ai campionati mondiali che si sono tenuti a Barcellona nel 2003 ed una medaglia per ogni metallo ai campionati europei, rispettivamente l'oro a Vienna nel 1995, l'argento a Budapest nel 2001 e il bronzo a Firenze nel 1999. Ha inoltre conquistato due medaglie d'argento nella Coppa del Mondo ad Atlanta nel 1995 ed a Sydney nel 1999, l'argento nella World League a New York nel 2003 e la vittoria al Campionato mondiale juniores a Il Cairo nel 1993 e il bronzo ai Goodwill Games 1998.

### Allenatore
Dopo aver lasciato l'attività agonistica alla fine della stagione 2011-12, entra nello staff tecnico della Rari Nantes Savona come allenatore della squadra under 17 con la quale conquista il titolo italiano nel 2013. Dalla stagione 2013-14 gli viene affidata la guida della prima squadra.
Nel 2019 diventa Commissario Tecnico della nazionale italiana universitaria, che partecipa alle Universiadi di Napoli 2019, vincendo la medaglia d'oro. Nel 2021 è nominato allenatore della nazionale italiana Under 20 (con cui conquista l'argento mondiale) e nel 2022 di quella U18. Nel 2023 con il Savona è finalista in Coppa LEN.

## Palmarès

### Club
- Campionato italiano: 8

R.N. Savona: 1990-91, 1991-92
Roma: 1998-99
Pro Recco: 2001-02, 2005-06, 2006-07, 2007-08, 2008-09
- Coppe Italia: 7

R.N. Savona: 1989-90, 1990-91, 1992-93
Pro Recco: 2005-06, 2006-07, 2007-08, 2008-09
- Eurolega: 3

Pro Recco: 2002-03, 2006-07, 2007-08
- Coppe LEN: 2

R.N. Savona: 2010-11, 2011-12
- Supercoppa LEN: 3

Pro Recco: 2003, 2007, 2008

### Nazionale
- Olimpiadi

Atlanta 1996: 
- Mondiali

Barcellona 2003: 
- Coppa del Mondo

Atlanta 1995: 
Sydney 1999: 
- Universiadi

Napoli 2019 
- World League

New York 2003: 
- Europei

Vienna 1995: 
Firenze 1999: 
Budapest 2001: 
- Giochi del Mediterraneo

Tunisi 2001: 
- Goodwill Games

New York 1998: 
- Mondiali giovanili

Il Cairo 1993: 
- Europei giovanili

Istanbul 1989: 